# Brotula townsendi
Brotula townsendi är en fiskart som beskrevs av Fowler, 1900. Brotula townsendi ingår i släktet Brotula och familjen Ophidiidae. Inga underarter finns listade.